# 한섬 (삼국지)
한섬(韓暹, ? ~ 197년)은 중국 후한 말의 장군이다. 본래 백파적이었는데 어려움에 처한 황제를 경호하게 되면서 중앙 정치에 발을 디뎠다. 대장군까지 올랐으나 조조에 밀려 각지를 떠돌다 사망했다.

## 생애

### 황제 구출
백파적(白波賊)이었다. 195년(흥평 2년) 11월(음력, 이하 모두 음력), 장안을 나와 동쪽으로 향하던 헌제 일행은 여러 사건으로 인해 이각, 곽사, 장제의 습격을 받았다. 이를 호위하던 흥의장군(興義將軍) 양봉과 안집장군(安集將軍) 동승은 큰 피해 끝에 간신히 조양간(曹陽澗)에 닿아서는 하동군에 있던 옛 백파적 이락, 한섬, 호재, 그리고 남흉노의 거비(去卑)에게 구원을 청했다. 이에 힘을 합쳐 이각 등을 물리치고 수천 명을 참수하였다.
섣달, 다시 추격해온 이각 등에게 대패해 많은 이가 죽고 홍농군 섬현(陝縣)까지 내몰렸다. 호분과 우림(羽林)은 채 백 명도 남지 않았다. 어쩔 수 없이 십여 장(丈) 높이의 강안 절벽을 내려가더라도 야음을 틈타 황하를 건너기로 하였다. 혹자는 기어 내려오다가 혹자는 뛰어내리다가 죽거나 다쳤으며, 가까스로 내려온 자들은 저마다 배에 오르려 발버둥 쳤다. 동승과 이락이 매달린 손가락들을 내리쳐서야 배가 겨우 나아갈 수 있었다. 잘린 손가락들이 나뒹굴고, 동사하거나 익사한 이들도 허다하여 그 참혹함은 이루 형언할 수가 없었다. 비록 수십 인밖에 남지 않았지만 마침내 하동군 대양현(大陽縣)을 거쳐 안읍현(安邑縣)에 당도하였다. 하내태수 장양이 쌀을, 하동태수 왕읍(王邑)이 비단을 공급하였다. 한섬·호재·이락은 모두 장군직에 가절(假節)을 받았으며 삼공처럼 개부하였다.

### 권력 다툼
196년(건안 원년), 동승과 장양은 환도에 적극적이었던 반면 양봉과 이락은 미온적이었다. 2월, 한섬은 동승을 공격했고, 동승은 야왕현(野王縣)의 장양에게로 피신했다. 호재와 양봉이 한섬을 치려다 헌제의 만류에 그만두었다. 5월, 양봉·이락·한섬도 환도에 동의해 길을 나섰다. 동승은 장양의 도움을 받아 미리 낙양의 황궁을 보수하고 있었다. 호재와 이락은 하동군에 남았다. 7월, 드디어 헌제가 낙양 땅을 다시 밟았다. 8월, 장양은 큰 공을 세우고도 하내군으로 돌아가 대사마가 되었고, 양봉 역시 하남윤 양현(梁縣)으로 나가 거기장군이 되었다. 한섬은 대장군 겸 사례교위에 올랐으며 모두 가절월(假節鉞)을 받았다. 한섬과 위장군 동승만이 헌제를 곁에서 보위하였다.
한섬이 자신의 공적을 믿고 멋대로 정사에 관여하므로 동승은 연주목 조조를 슬쩍 끌어들였다. 조조는 한섬과 장양을 탄핵하였고 한섬은 주살당할까 두려워 양봉에게로 도피하였다. 헌제는 그간의 공로를 들어 일절 죄를 묻지 않았다. 얼마 지나 조조가 양봉을 속여 헌제를 자기 영역인 영천군 허현(許縣)으로 옮겨버렸다. 뒤늦게 양봉이 한섬과 같이 추격했지만 먼저 다다른 경기병 부대가 양성산(陽城山) 골짜기에서 복병에 당하는 등 놓치고 말았다. 10월, 양봉과 한섬이 영천군 정릉현(定陵縣) 일대를 유린하였다. 조조는 이에 응하지 않고 양봉의 본거지인 양을 바로 찔러 무너뜨렸다. 양봉과 한섬은 양주의 원술에게로 달아났다.

### 밀려난 이후
197년, 원술이 황제를 참칭하였다. 이 무렵 한섬은 공손찬, 원술, 양봉과 나란히 조정으로부터 체포 대상으로 지목되어 현상이 내걸린 상태였다. 원술과 혼담까지 오갈 정도였던 서주의 여포는 진규와 조조의 꼬드김에 넘어가 그 관계를 끊었다. 원술이 노하여 장훈, 교유, 양봉, 한섬으로 하여금 일곱 길에서 수만 명으로 밀고 올라가게 하였다. 여포가 한섬과 양봉에게 서찰을 써 보내기를, ‘두 장군이 어가를 호송하며 동쪽으로 온 것은 나라에 제일가는 공이오. 당연히 역사에 남아 영원토록 사라지지 않을 것이오.[만세불후, 萬世不朽] 원술은 반역하여 토벌받아야 마땅한데 어찌 역적과 한패가 되어 여포를 친단 말이오? 여포 또한 동탁을 주살한 공신이오. 힘을 합해 원술을 격파하고 천하에 공을 세웁시다.’라 하였다. 또 노획한 군수물자도 전부 주겠다기에 내응하기로 하였다. 여포가 진격하여 장훈군과의 거리가 100보쯤 되었을 때 한섬과 양봉도 동시에 장훈군을 타격하였다. 원술군은 궤주하여 살상되거나 물에 빠져 죽은 이가 무수하였다.
한섬과 양봉은 여포와 같이 구강군 수춘현(壽春縣) 방향으로 수륙병진하며 지나는 곳마다 노략하고 종리현(鍾離縣)에서 회수 북쪽으로 회귀하기도 하는 등 서주와 양주 사이를 누비고 다녔다. 그러던 차 양봉이 유비와 회견할 일이 있어 갔다가 붙잡혀 죽었다. 한섬은 달리 의지할 데도 없어 천여 명의 기병을 이끌고 병주로 돌아가던 중 패국 저추현(杼秋縣)에 주둔하던 장선(張宣)에게 살해당했다.

## 삼국지연의
사서가 아닌 소설 《삼국지연의》에서도 제13회에 동승·양봉의 구원 요청에 응하면서 첫 등장한다. 이락이 위양(渭陽)에서 대패하고 호재가 전사하는 속에서도 헌제 일행은 간신히 황하를 건너 대양에 이른다. 한섬은 정동장군에 임명되며 안읍을 거쳐 낙양으로 환도할 때도 따라간다. 제14회, 헌제가 조조를 불러들이고, 조조는 이각과 곽사를 크게 깨트린다. 양봉과 한섬은 권력을 쥔 조조를 염려해 대량(大梁)으로 나간다. 조조가 허도로의 천도를 행하자 양봉과 함께 그 길목을 가로막다가 패배하여 원술에게로 도망간다.
제17회, 원술이 20여만 명을 동원해 일곱 길을 따라 여포가 있는 서주로 진공한다. 한섬은 제6로군을 맡아 하비(下邳)로 전진한다. 양봉은 제7로군이다. 진등은 한나라로 귀환하고 싶어하는 한섬과 양봉의 마음을 이용한다. 한섬은 진등의 설득에 넘어가 내통하고 양봉에게도 전달한다. 서주로 곧장 향하던 장훈의 제1로군을 여포·한섬·양봉이 협공해 무찌른다. 뒤이어 오던 칠로도구응사(七路都救應使) 기령도 쳐부순다.
여포는 한섬을 기도목(沂都牧)으로, 양봉을 낭야목(瑯琊牧)으로 천거하고는 서주에 두려는데 진규의 ‘두 사람이 산동에 웅거하면 1년 내에 산동의 성곽이 몽땅 여포에 속할 것’이란 말에 둘을 기도와 낭야에 있게 한다. 진규의 본심은 둘이 여포에게 협조할 것을 우려했기 때문이다. 둘은 약탈을 벌이다 유비가 마련한 술자리에 유인되어 관우와 장비에게 피살된다. 그 머리는 수춘 전투에 앞서 유비가 조조에게 헌상한다.

## 같이 보기
- 삼국지 인물 목록

## 참고 문헌
- 《후한서》72권 열전 제62 동탁전
- 《후한서》9권 본기 제9 효헌제기